# Costacciaro
Costacciaro – miejscowość i gmina we Włoszech, w regionie Umbria, w prowincji Perugia.
Według danych na rok 2004 gminę zamieszkiwało 1290 osób, 31,5 os./km².